# Alexander Faltsetas
Alexander Daniel Faltsetas (Göteborg, 4 luglio 1987) è un calciatore svedese, centrocampista dell'Utsiktens BK.

## Carriera
Nato a Högsbo (area urbana di Göteborg) da padre greco, Faltsetas inizia a giocare nel Västra Frölunda, una delle squadre della sua città natale in cui milita sia a livello giovanile che in prima squadra. Nel 2009 sale in seconda serie disputando una stagione con il Trollhättan, poi viene acquistato dall'IFK Göteborg: con i Blåvitt rimane il tempo di fare 19 presenze nel campionato 2010 (di cui in gran parte dalla panchina) e una in quello 2011, prima di passare in prestito al Brage ad agosto.
Il Göteborg non gli offrì un prolungamento del contratto, così Faltsetas approdò al Gefle firmando un biennale.
Terminato questo periodo, da svincolato si è accasato al Djurgården con un contratto valido fino al 2016. Al termine dell'Allsvenskan 2016 è stato reso noto che il giocatore non avrebbe rinnovato con il club stoccolmese.
Rimasto libero da vincoli contrattuali, Faltsetas ha scelto di tornare a Göteborg (dove viveva la famiglia) accettando l'offerta dell'Häcken. Ha vestito ininterrottamente il giallonero per cinque stagioni e mezzo. Sul finire della sua parentesi all'Häcken ha collezionato tre presenze (tutte da subentrante), poi è stato ceduto in prestito all'Helsingborg nella finestra di mercato estiva dell'Allsvenskan 2022 senza riuscire ad evitare la retrocessione del suo nuovo club, tuttavia nel frattempo l'Häcken si è laureato campione di Svezia.
Nel gennaio 2023 è sceso nel campionato di Superettan con il trasferimento a titolo definitivo all'Utsiktens BK, altra società con sede a Göteborg.

## Palmarès

### Club

#### Competizioni nazionali
- Campionato svedese: 1

Häcken: 2022
- Coppa di Svezia: 1

Häcken: 2018-2019